# グアムグアムリクエスト
グアムグアムリクエストは、毎日放送（現在のMBSラジオ）で1970年4月7日から1980年4月1日まで平日の午後に放送されていた音楽リクエスト番組。1979年10月5日までは単独番組として編成していたが、翌週（10月8日）以降は『やる気満々 ○○○○です』（同日から平日の12:15 - 16:25で放送を開始した生ワイド番組）に内包されていた。
開始当初の正式タイトルは空から街から歌謡曲～グアム・グアム・リクエスト～（そらからまちからかようきょく - ）で、ラジオ番組表などでグァムグァムリクエストやグアム・リクエストと表記されることもあった。

## 概要
毎日放送の男性アナウンサー（角淳一・野村啓司・近藤光史など）が代々パーソナリティを務めた生放送番組。番組のタイトルに「グアム」が入っているのは、放送中にリクエストが採用されたリスナーの中から、抽選で毎週1名をグアム島への旅行に招待していたことに由来する。そのため、パーソナリティによるオープニングの挨拶は、「さぁ、グアム島があなたを待っています。毎週お1人を南海の楽園・グアム島へ御招待」というフレーズでスタート。実際にグアム島を訪れたリスナーを、帰国後に当番組を放送中のスタジオへ招くこともあった。楽曲のリクエストはハガキで受け付けていたが、グアム島旅行への招待を希望するリスナーには、連絡の取れる電話番号をハガキへ記すことを応募の条件に定めていたという。
番組開始から半年間は、平日の14:10 - 16:35に放送。以降も放送時間の変更を繰り返していた。ただし、当時のMBSラジオでは選抜高等学校野球大会の全試合を中継していたため、大会期間中（3月下旬 - 4月上旬）には当番組の放送枠で試合の中継を優先していた。また、当時は日本プロ野球（NPB）の阪神タイガース・阪急ブレーブス・近鉄バファローズ・南海ホークスが関西地方（MBSの放送対象地域）に本拠地を置いていたため、当該球団の公式戦がデーゲームで組まれる場合に、選抜高校野球と同様にデーゲームの中継を優先することもあった。
当番組のパーソナリティを務めたアナウンサーは、降板後もMBSラジオ平日午後 - 夕方の生ワイド番組でパーソナリティを担当。当番組の終了後には、『すみからすみまで角淳一です』『なにはなくとも野村啓司です』などを経て、近藤がフリーアナウンサーとしてパーソナリティを務める『こんちわコンちゃん』シリーズが2002年10月2日から放送されている。

## レギュラー出演者

### パーソナリティ
- 阪本時彦
- 板倉俊彦
- 松井昭憲
- 野村啓司
- 近藤光史[3]
- 角淳一

いずれの人物も、担当の時点では毎日放送の現役アナウンサー。

### アシスタント
- 石川千加子
- 吉田和代
- 前川澄子

### その他
- 西川のりお[3]

以下の漫才コンビや落語家はいずれも、1977年度の下半期に「おまんた劇場」（番組内のコーナー）限定で出演。
- ザ・ぼんち（月曜日）
- Wヤング（火曜日）
- オール阪神・巨人（水曜日）
- 月亭八方（木曜日）
- 桂文福（金曜日）

## コーナー
- 今日の空模様
- おまんた劇場
- ハーイ夕刊です
- コーヒータイム
- 毎日ニュース
- 道路交通情報
- お天気のお知らせ
- 頑張れタイガース